# St. Georg (Zellingen)

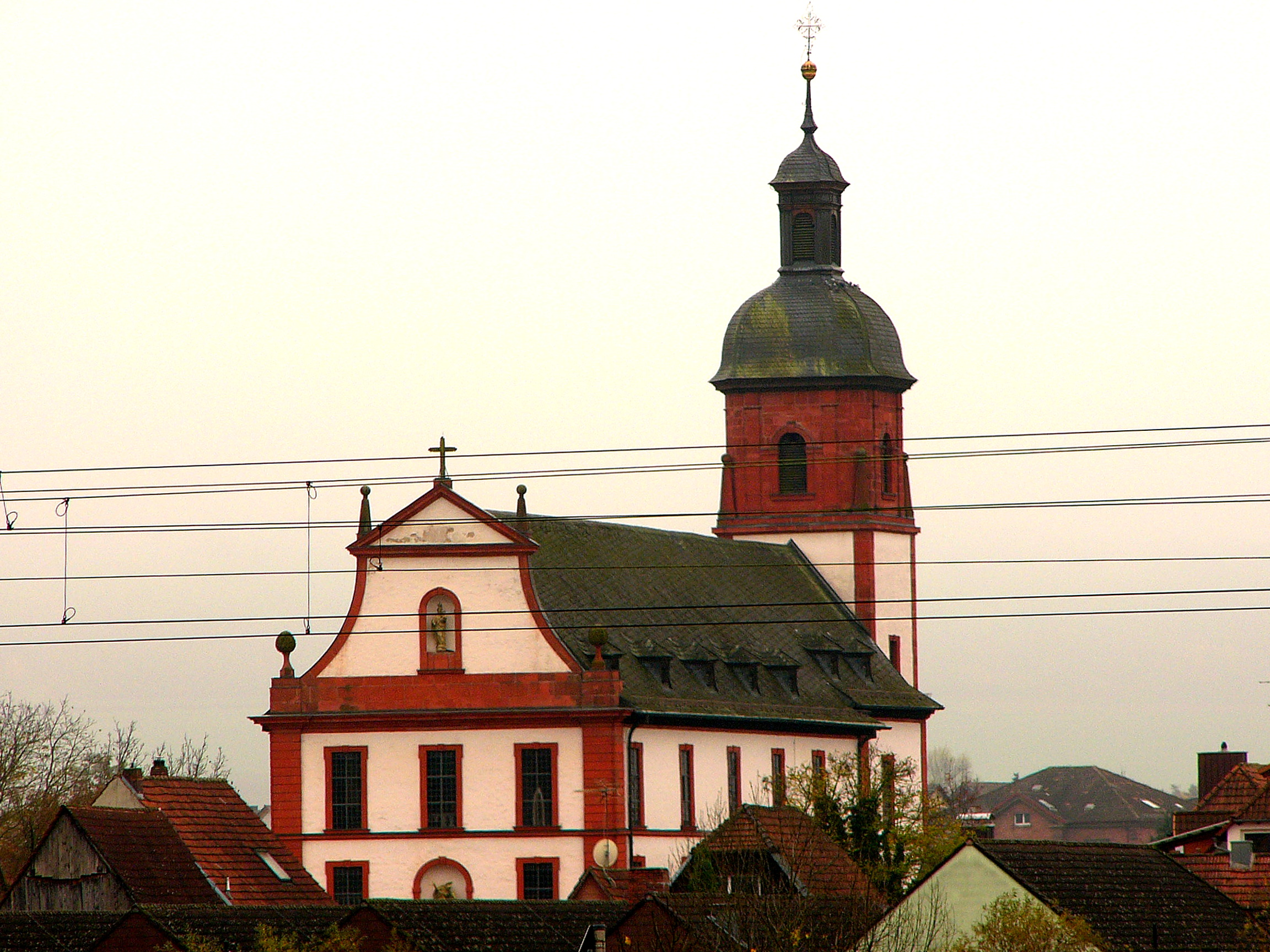
St. Georg (Zellingen)

Die römisch-katholische Pfarrkirche St. Georg steht in Zellingen, einem Markt im Landkreis Main-Spessart (Unterfranken, Bayern). Die denkmalgeschützte Kirche ist unter der Nummer D-6-77-203-27 als Baudenkmal in der Bayerischen Denkmalliste eingetragen. 
Die Pfarrei ist Teil der Untergliederung Zellingen des pastoralen Raums Karlstadt im Dekanat Main-Spessart, Bistum Würzburg.

## Geschichte
Bereits vor 1120 soll eine Kirche in Zellingen bestanden haben. Im Jahr 1251/52 wurde die Pfarrkirche St. Marien in Zellingen neu erbaut und geweiht. Anlässlich dieses Ereignisses gewährte der Eichstätter Bischof Heinrich von Württemberg einen vierzig Tage währenden Ablass für alle Gläubigen, die die Kirche an den marianischen Hauptfesten besuchten.
Ab 1603 fand ein Neubau bzw. erheblicher Umbau der Kirche unter Fürstbischof Julius Echter von Mespelbrunn statt. Es folgten weitere bauliche Veränderungen, darunter die Erhöhung des Chors im Jahr 1612. Ein Pfarrvisitationsbericht von 1618 erwähnt den Bau des Langhauses im Jahr 1613 und des Chors im Jahr 1617. Die Weihe erfolgte durch Weihbischof Eucharius Sang am 11. Juli 1619. Im Jahr 1780 wurde die Kirche an der Stelle des heutigen Lehrerwohnhauses als baufällig beschrieben.
Als Ersatz für die alte und baufällige Pfarrkirche stellte Fürstbischof Franz Ludwig von Erthal am 26. April 1786 das barocke Jagdschloss, auch „Weißes Schloss“ genannt, zur Verfügung. Dieses Schloss wurde ursprünglich 1717 unter Fürstbischof Johann Philipp von Greiffenclau zu Vollraths erbaut. Der Umbau in eine neue Pfarrkirche erfolgte nach Plänen von Johann Philipp Geigel, dem fürstbischöflichen Würzburger Hofbauamtmann. Die Arbeiten, die 1786/87 durchgeführt wurden, umfassten den Umbau des zweigeschossigen Schlosses in eine Saalkirche, einer zweigeschossigen Empore im Südosten, einem eingezogenen, dreiseitig geschlossenen Chor auf der Südwestseite und einem Kirchturm. Das Material für den Chor und den Turm stammte vom gleichzeitig abgetragenen „Roten Wasserschloss“. Die äußere Fassadengestaltung sowie die Portale mit Freitreppen an der Nordost- und Südwestseite blieben erhalten, während die Ostseite ein neues Portal und einen angeschweiften Dreiecksgiebel erhielt. Die Bauarbeiten wurden vom Würzburger Hofmaurermeister Peter Meyer durchgeführt.
1972 wurde die Kirche innen renoviert und der Chor neu gestaltet. In den Jahren 1987–1989 erfolgte eine umfassende Außen- und Innenrenovierung mit erneuter liturgischer Umgestaltung des Chorraumes, Erweiterung der Sakristei und Erneuerung der Heizungsanlage. Die politische Gemeinde gestaltete zudem im Jahr 1990 den Kirchenvorplatz neu.

## Architektur
Die Pfarrkirche St. Georg ist erhaltener Gebäudetrakt eines barocken Jagdschlosses aus dem Jahr 1717, der 1786/87 zu einer klassizistische Saalkircheumgebaut wurde. Sie besteht aus einem Langhaus mit fünf Fensterachsen und zweigeschossigen Empore, das mit einem Satteldach bedeckt ist, einem eingezogenen, rechteckigen Chor im Südwesten und einem ihm vorgestellten dreigeschossigen Kirchturm, der mit einer Glockenhaube mit Laterne bedeckt ist. Der Chor ist dreiseitig geschlossen, und die Fassade im Nordosten wurde durch ein neues Portal mit angeschweiftem Dreiecksgiebel ergänzt. Über diesem steht in einer Nische eine Statue mit dem Drachentöter. Die äußere Fassadengestaltung der Nordwest- und Südostseite sowie die dortigen Portale mit Freitreppen blieben im Wesentlichen erhalten. Der Innenraum des Langhauses ist mit einer Muldendecke überspannt.

## Ausstattung

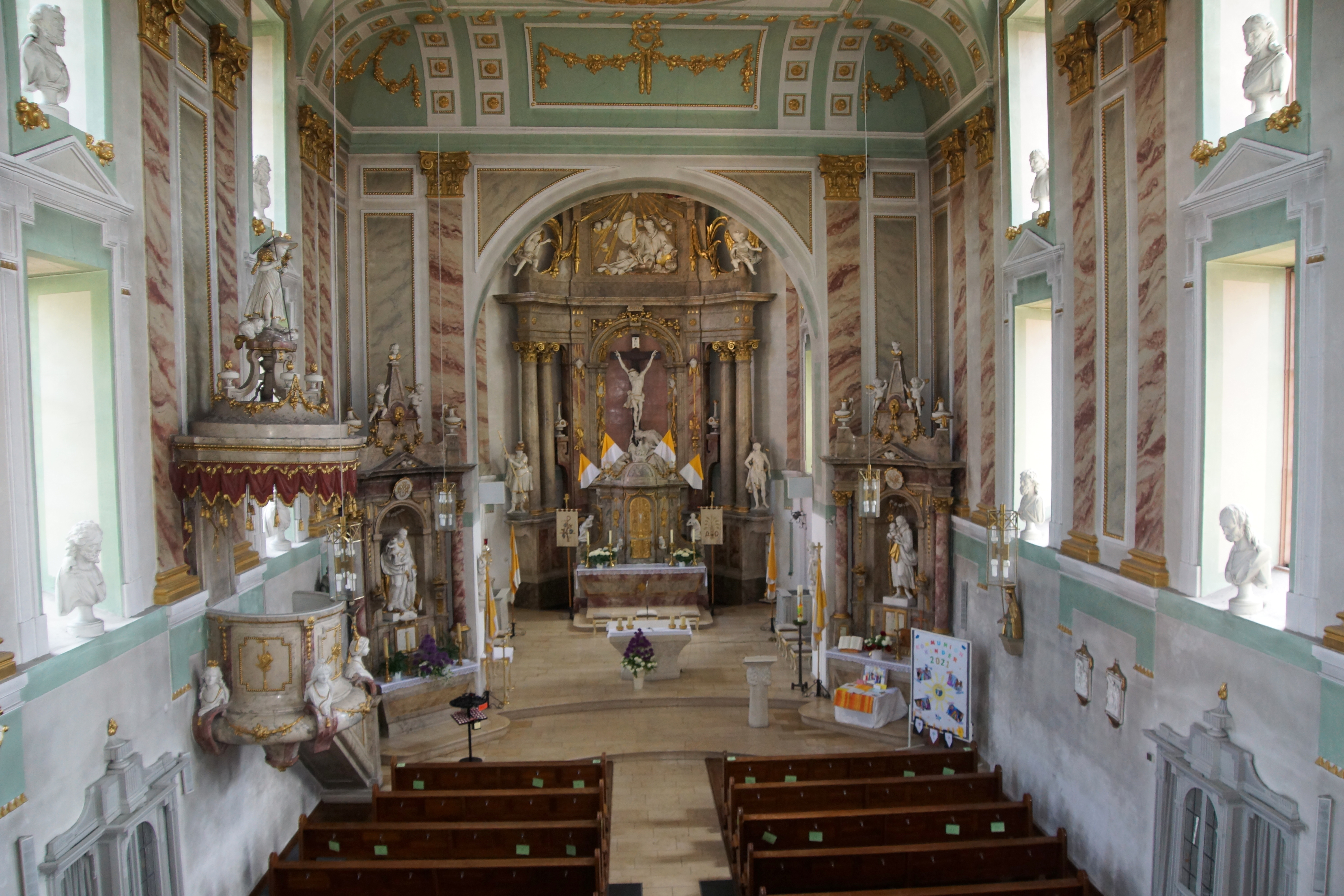
Blick von der unteren Empore zum Chor

Der Hochaltar, die zwei Seitenaltäre und die Kanzel wurden 1787/88 von Materno Bossi aus Stuckmarmor gefertigt. Die Vergoldung der Altäre und der Kanzel wurde durch Johann Valentin Gollich aus Würzburg durchgeführt. Der freistehende, dreiteilige Hochaltar zeichnet sich durch zwei Pilaster und vier Säulen aus. In der Mitte befindet sich ein Kruzifix und darunter die kniende hl. Magdalena. 
Zu beiden Seiten der Säulen sind die Figuren des hl. Georg (links) und des hl. Sebastian (rechts) platziert. Im Auszug des Altars befindet sich ein Relief, das Gottvater zeigt. Auf Voluten sitzende Engel und die Heiliggeisttaube im Strahlenkranz unter einem Baldachin bilden die Bekrönung. 
Der Volksaltar aus Muschelkalksandstein stammt aus dem Jahr 1990. Im Chor befinden sich zudem zwei einsitzige Stallen aus dem späten 18. Jahrhundert. Diese sind verziert mit Reliefs, welche die Taufe Jesu, das Abendmahl, das Lamm Gottes, die Gesetzestafeln sowie das Auge Gottes darstellen.
An den Chorwänden befinden sich Figuren des Herz Jesu und des Herz Mariens aus dem 19. Jahrhundert. Am Chorbogen sind Figuren des hl. Andreas und der hl. Barbara aus dem 18. Jahrhundert angebracht.
Die beiden über Eck gestellten Seitenaltäre verfügen über zweisäulige Aufbauten mit großer Rundbogennische für die jeweilige Heiligenfigur. Der linke Marienaltar zeigt die Muttergottes auf einer Mondsichel, während der rechts gelegene Josefsaltar diesen Heiligen zeigt. Beide Figuren werden zusammen mit dem Jesuskind dargestellt. Bekrönt werden die Seitenaltäre werden mit Dreiecksgiebeln mit Obelisken, Vasen und sitzenden Putten.
Der im Mittelgang stehende Taufstein aus rotem Sandstein stammt noch aus der vorherigen Julius-Echter-Kirche. Er ist geformt aus rotem Sandstein und trägt auf einem viereckigen Schaft ein achteckiges Becken mit der Jahreszahl 1617, dem Wappen Julius Echters sowie bürgerlichen Hausmarken.
An der südöstlichen Langhauswand befindet sich eine Kanzel, auf deren zylinderförmigem Korpus die Evangelistensymbole dargestellt sind. Zudem sind um den Kanzelkorpus Büsten der personifizierten Erdteile Europa, Asien, Afrika und Amerika angebracht. Die Rückwand der Kanzel zeigt ein Gehänge, in welchem ein offenes Buch, ein Kreuz, Weintrauben, die Gesetzestafeln sowie die Eherne Schlange zu erkennen sind. Den Schalldeckel zieren ein Lambrequin und die Heiliggeisttaube, während ein Putto als guter Hirte die Bekrönung bildet. Eine Figur des auferstandenen Christus aus dem 18. Jahrhundert befindet sich ebenfalls in diesem Bereich. 
An der nördlichen Langhauswand ist eine wohl aus dem 16. Jahrhundert stammende Reliquienbüste des hl. Urban zu sehen. Neben den Besucherbänken befinden sich seitlich zwei Beichtstühle aus dem Ende des 18. Jahrhunderts.
Die Innenwände sind durch korinthisierende Pilaster in rötlich-grauem Stuckmarmor strukturiert. Zwischen den Fenstern des Obergeschosses erstrecken sich Lambrequins bis zur Decke. Die unteren Fenster schließen jeweils mit stuckierten Dreiecksgiebeln ab. Auf den Fensterbänken befinden sich Stuckbüsten der zwölf Apostel.
Die Decke ist in Felder unterteilt, die durch goldene Blütengehänge und kassettierte Stuckfelder geschmückt sind.
Entlang der Langhausrückwand sind 14 Relief-Kreuzwegstationen aus Holz von Heinz Schiestl aus dem Jahr 1908 aufgereiht. An dieser Wand befinden sich außerdem Figuren der Pietà, des hl. Josef und der Muttergottes mit Kind, alle aus dem 18. Jahrhundert.
Die obere Empore trägt die Orgel, welche 1916 von der Münchner Firma Willibald Siemann erbaut wurde. Der Orgelprospekt stammt aus dem Jahr 1790. Nach einer Restauration und Erweiterung auf insgesamt 28 Register sowie klanglicher Umgestaltung durch die Zellinger Firma Gustav Weiss im Jahr 1972 erfolgte eine erneute Renovierung der Orgel durch dieselbe Orgelbaufirma im Jahr 1989.

## Glocken
Die ursprünglichen Glocken wurden im Zweiten Weltkrieg in den Jahren 1942/43 abgenommen und zur Kriegswaffenproduktion eingeschmolzen. Bereits 1948 wurden neue Glocken eingeweiht, jedoch waren diese im Klang von ungenügender Qualität, weshalb sie 1957 durch das heute noch vorhandene Geläut ausgetauscht wurden.
| Nr. | Name                       | Umschrift                                                                        | Schmuck                                                                                             | Gussjahr | Gießer                       | Durchmesser (cm) | Gewicht (kg) | Schlagton |
| --- | -------------------------- | -------------------------------------------------------------------------------- | --------------------------------------------------------------------------------------------------- | -------- | ---------------------------- | ---------------- | ------------ | --------- |
| 1   | Georgsglocke               | HEILIGER GEORG, DU SCHUTZPATRON UNSERER GEMEINDE, BITTE FÜR UNS                  | Relief des hl. Georg                                                                                |          |                              | 145              | 2000         | cis1      |
| 2   | Marienglocke               | KÖNIGIN DES FRIEDENS, BITTE FÜR UNS                                              | Relief der Muttergottes                                                                             |          |                              | 128              | 1150         | e1        |
| 3   | Sebastiansglocke           | HEILIGER SEBASTIAN, SCHÜTZE HAUS UND HOF                                         | Relief des Hl. Sebastian                                                                            |          |                              | 113              | 800          | fis1      |
| 4   | Johannesglocke             | A fulgure et tempestate libera nos domine. (Herr, rette uns vor Blitz und Sturm) | Relief mit Darstellung der Taufe Jesu, geflügelter Engelskopf, Fries und Rahmung mit Akanthusranken | 1742     | Johann Martin Roth, Würzburg | 67               |              | d2        |
| 5   | Josefsglocke (Totenglocke) | HEILIGER JOSEF, SEGNE UNSERE ARBEIT                                              | Relief des hl. Josef                                                                                |          |                              | 96               | 500          | a1        |